# Союз литовских националистов
Союз литовских националистов,  «таутининки»  (лит. Lietuvių tautininkų sąjunga) — националистическая крайне правая политическая партия в Литве. Основана в 1924 году после объединения Партии национального прогресса и Союза литовских фермеров. Союз был правящей партией Литвы с момента военного переворота в Литве в декабре 1926 года и до вхождения на её территорию советских войск в июне 1940 года. Партия была восстановлена в 1989 г., еще до провозглашения Литвой независимости в 1990 году.

## Предыстория
История Союза литовских националистов берёт начало в конце XIX века, когда начала выходить газета «Колокол» (лит. Varpas). После закрытия газеты сотрудничавшие с ней Антанас Сметона и Юозас Тумас-Вайжгантас стали издавать газету «Надежда» (лит. Viltis). В 1916 году в Петрограде Юозас Тумас-Вайжгантас стал одним из основателей Партии национального прогресса (лит. Tautos pažangos partija, TNP). Члены партии активно участвовали в провозглашении независимости Литвы 16 февраля 1918 года. Первым президентом Литвы стал Антанас Сметона, а первым премьер-министром — Аугустинас Вольдемарас, оба члены Партии национального прогресса. 
Но литовцы не оценили заслуг прогрессистов. На выборах в Литовский учредительный сейм в апреле 1920 года партия набрала всего 4 288 голосов (0,6 %), не сумев завоевать ни одного места в парламенте. На выборах в Сейм в 1922 году Партия национального прогресса выступила лучше, получив 14 131 голосов (1,7 %), но вновь оставшись без мандатов. В ходе выборов 1923 года прогрессисты ухудшили свои показатели, набрав всего 10 568 голосов (1,2 %).

## 1924—1940

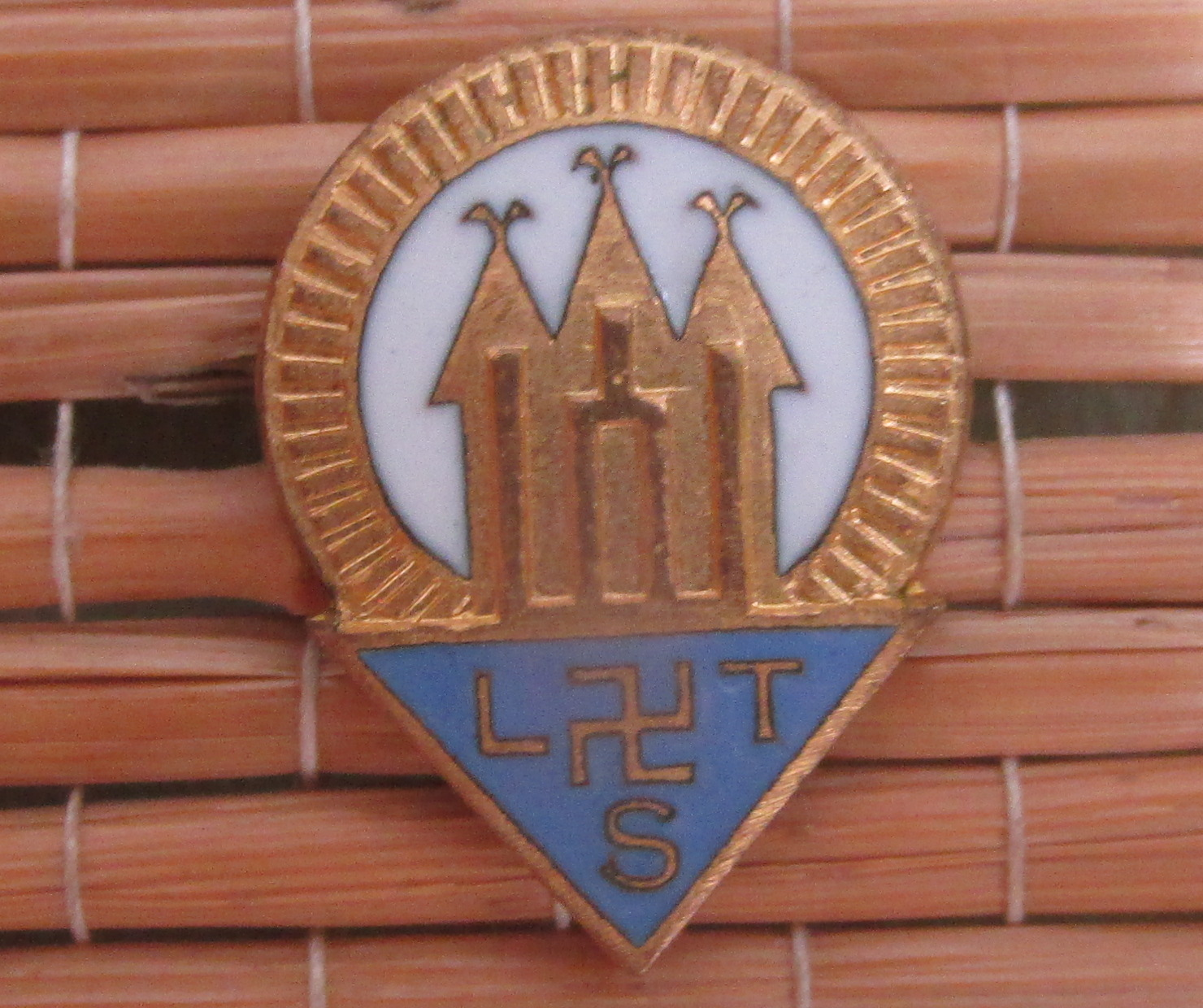
Застёжка Союза литовских националистов 1940 г.

17—19 августа 1924 года прошла объединительная конференция Партии национального прогресса и Союза литовских фермеров (лит. Lietuvos žemdirbių sąjunga), на которой было принято решение создать новую партию — Союз литовских националистов. Своим названием учредители партии хотели продемонстрировать желание создать новую политическую силу, которая вместо того, чтобы разделять людей (на латыни слово партия означает «часть») объединит литовскую нацию, ставя национальные интересы выше конфессиональных и классовых.
Новая партия не пользовалась поддержкой населения и в мае 1926 года на парламентских выборах ей удалось завоевать только три места в парламенте из 85. Тем не менее, её лидеры Сметона и Аугустинас Вольдемарас были влиятельными политиками. Партия придерживалась идей консерватизма и национализма, выступая за сильную армию и сильного лидера во главе Литвы.
Весной 1926 года новое правительство впервые в истории Литвы сформировали левые партии — Литовский крестьянский народный союз и Литовская социал-демократическая партия. В декабре 1926 года военные, опасавшиеся усиления левых сил, свергли демократически избранное правительство и предложили Сметоне стать новым президентом Литвы, а Вольдемарасу новым премьер-министром. Националисты сформировали новое правительство при участии христианских демократов. Тем не менее, отношения между двумя партиями вскоре стали напряженными, так как христианские демократы считали переворот временной мерой и хотели бы провести новые выборы в Сейм. В апреле 1927 года Сметона распустил Сейм и в мае христианские демократы вышли из правительства, а позднее были запрещены. Националисты оставались единственной правящей партией ещё 13 лет.
Несмотря на симпатии и контакты с режимом Муссолини, таутининки в 1932 году осудили фашизм и дистанцировались от фашистов. Не одобряли литовские националисты и немецкий национал-социализм, во многом из-за немецких пронацистских организаций Мемельского края, ставивших перед собой цель отделить от Литвы Мемельланд и воссоединиться с Германией. В 1937 году правительство литовских националистов провело первый в Европе антинацистский судебный процесс.
В 1940 году Литва вошла в состав СССР, Союз литовских националистов был запрещён, а многие его члены эмигрировали или были репрессированы.

## После 1989 года
14 марта 1989 года Римантас Матулис, руководитель клуба народной песни Raskila, объявил о возрождении Союза литовских националистов. 23 февраля 1990 года Совет Министров Литовской ССР зарегистрировал Союз как политическую партию. В сентябре 1990 года председателем союза был избран дальний родственник А. Сметоны — Римантас Сметона. 29 октября 1990 года несколько депутатов Верховного Совета Литвы — Восстановительного Сейма, избранных от Саюдиса, образовали Фракцию националистов (лит. Tautininkų frakciją).
После того как Союз литовских националистов был восстановлен он не играл большой роли в литовской политике. На выборах в Сейм в 1992 году Союз литовских националистов выступая в союзе с Партией независимости и Литовским союзом фермеров получил 36 916 голосов (1,99 %), не сумев преодолеть четырёхпроцентный заградительный барьер. По округам партии удалось провести 3 своих представителей в Сейм. На муниципальных выборах 25 марта 1995 года таутининки получили 49 мест.
В выборах в Сейм в 1996 году националисты приняли участие в коалиции с Демократической партией Литвы, получив 28 744 голоса (2,09 %) и вновь не преодолев заградительный барьер. В округах Союз сумел одержать всего одну победу, добившись избрания в парламент своего лидера Римантаса Сметоны. На выборах в муниципальные советы 23 марта 1997 года за кандидатов националистов проголосовали 169 822 избирателей, что позволило избрать 23 депутата, двое из которых стали мэрами.
Неудачными оказались для таутининков выборы в муниципальные советы в марте 2000 года. Партии удалось получить всего 13 мандатов и добиться переизбрания одного из двух своих мэров. В выборах в октябре того же года националисты участвовали вместе с Лигой свободы Литвы. Собрав всего 12 884 голосов (0,88 %), партия провалилась и в одномандатных округах, оставшись без представительства в парламенте. 22 декабря 2002 года таутининкам удалось улучшить свои показатели на выборах в муниципальные советы, завоевав 14 мандатов.
Выборы в Сейм в октябре 2004 года стали для Союза националистов самыми неудачными в его истории. Партия набрала всего 2482 голоса (0,21 %), не преуспев также и в мажоритарных округах. Провальными стали для таутининков и муниципальные выборы 2007 года, на которых они взяли всего 3 места.
11 марта 2008 года Союз литовских националистов вошел в «Союз отечества», образовав внутри союза фракцию националистов. Благодаря этому таутининки смогли вернуться в Сейм. В 2008 году по списку Союза отечества были избраны два представителя Союза литовских националистов, Казимерас Уока и Гинтарас Сонгайла. Впрочем альянс с консерваторами оказался недолгим, уже в 2011 году таутининки объявили о восстановлении партии.
В 2017 году партия была переименована в Союз литовских националистов и республиканцев. Последним лидером и председателем партии является Сакалас Городецкис. В 2022 году таутининки объединились с Литовской партией центра в Союз народа и справедливости.